# Ботанический сад Акюрейри
Ботанический сад Акюрейри (исл. Lystigarður Akureyrar) — ботанический сад, расположенный на севере Исландии в городе Акюрейри.

## История
Ботанический сад в Акюрейри основан в 1909 году по инициативе женщин из Дании — Анны Стефенсен, Альмы Тораренсен, Марии Гвюдмунсон и Сигурдюр Саймундсен. Инициатива была поддержана муниципальными властями города Акюрейри и уже осенью 1912 года сад был открыт для посещений.
Директором Ботанического сада Акюрейри с 2004 года является Бьёргвин Стеиндоусон (исл. Björgvin Steindórsson).

## Описание
Сад был официально открыт в 1912 году в южной части города Акюрейри. На момент открытия его площадь составляла 1,2 га. В 1957 году ботанический сад был расширен в три раза и его площадь стала около 3,7 га. На 2010 год коллекция сада насчитывает в общей сложности 2511 видов и сортов, в том числе 442 видов аборигенной исландской флоры. Ботанический сад принадлежит муниципалитету города Акюрейри и не является научным учреждением.